# Ogeu-les-Bains
Ogeu-les-Bains é uma comuna francesa na região administrativa da Nova Aquitânia, no departamento dos Pirenéus Atlânticos. Estende-se por uma área de 23,09 km². Em 2010 a comuna tinha 1 311 habitantes (densidade: 56,8 hab./km²).